# Noctuana
Noctuana is een geslacht van vlinders van de familie dikkopjes (Hesperiidae), uit de onderfamilie Pyrginae.

## Soorten
- N. brunneofusca (Mabille & Boullet, 1917)
- N. diurna (Butler, 1870)
- N. haematospila (Felder & Felder, 1867)
- N. noctua (Felder & Felder, 1867)
- N. stator (Godman & Salvin, 1899)